# Sequoiadendron chaneyi
Sequoiadendron chaneyi é uma espécie extinta de árvore da família Cupressaceae. Conhecida pelos fósseis do Mioceno encontradas no Nevada e na Califórnia, S. chaneyi é a espécie mais antiga do género Sequoiadendron. O uso comum do nome "sequoia" geralmente se refere a Sequoiadendron giganteum (sequoia-gigante), que ocorre naturalmente nos vários bosques que existem nas encostas ocidentais da Sierra Nevada da Califórnia. S. chaneyi é considerado o provável ancestral direto da Sequoiadendron giganteum.